# Православна митрополія Швеції та Скандинавії
Православна митрополія Швеції та Скандинавії (грец. Μητρόπολη Σουηδίας και πάσης Σκανδιναυΐας, швед. Ortodoxa metropolitdömet Sverige och Skandinavien) — єпархія Константинопольського патріархату на території Швеції, Данії, Норвегії та Ісландії з центром у Стокгольмі.

## Історія
Утворена 12 серпня 1969 рішенням Священного Синоду Константинопольського патріархату; до Шведської та Скандинавської митрополії увійшли території Швеції, Норвегії та Ісландії, виділені зі складу Фіатирської архієпископії та Данія з Німецької митрополії. Кафедральним містом став Стокгольм.
30 квітня 1974 рішенням Священного Синоду керівником Шведської митрополії був обраний архімандрит Павло Меневісоґлу, чия хіротонія в єпископа відбулася 12 травня, а інтронізація — 14 липня того ж року.
У 1976 митрополія придбала у власність церкву в Уппсалі; в 1978 — Георгіївський собор, що став кафедральним храмом митрополії; 1987 у католицької апостольської церкви придбано храмову будівлю в Осло, а 1998 — храм у Гетеборзі.
Митрополія почала видавати «Бюлетень» грецькою мовою і з 1981 — церковний календар-щорічник. За часів митрополита Павла у Шведській та Скандинавській митрополії крім самого митрополита служило 2 грецьких священнослужителя – один постійно проживає в Стокгольмі, другий – відряджається з Греції. Місіонерською діяльністю клірики митрополії не займалися.
З 10 січня 2011 керуючий Шведською митрополією через свій статус одночасно є і головою православних єпископських зборів Скандинавії.
9 листопада 2014 було засновано Микільський монастир у селищі Реттвік.
У 2019 до складу метрополії перейшли 3 місіонерські парафії розформованого Екзархату парафій російської традиції в Західній Європі (два в Норвегії та одна в Швеції). Інші приходи перейшли до Сербської та Болгарської православних церков.

## Керуючі
- Полієвкт Фінфініс (12 серпня 1969 — 30 квітня 1974)
- Павло Меневісоґлу (12 травня 1974 — 5 травня 2014)
- Клеопа Стронґіліс (з 21 травня 2014).

## Парафії
Данія
- Копенгаген — парафія на честь святого Георгія Переможця
- Роскілле — парафія на честь мученика Георгія Янинського[4].

Ісландія
- Рейк'явік — парафія святого апостола Варфоломія (у Friðrik Friðriksson Chapel, Reykjavik)[5]

Норвегія
- Берген — парафія на честь священномученика Хризостома Смирнського[6].
- Осло — парафія Благовіщення Пресвятої Богородиці (настоятель архімандрит Олександр Лукатос/Αλέξανδρος Λουκάτος [7])
- Ставангер — парафія на честь святого Нектарія Егінського.

Швеція
- Бурос — прихід на честь Введення в Храм Пресвятої Богородиці (настоятель протопресвітер Іоан Ніколаїді / Ιωάννη Νικολαΐδη)
- Гетеборг — парафія на честь Святої Трійці (настоятель Петро Мо́ралі / Πέτρο Μώραλη [8])
- Єнчепінг — парафія на честь святих Костянтина та Олени (настоятель священик Ніколаос Ріґас[9])
- Кальмар — парафія на честь святого апостола Клеопи[10][11]
- Мальме – парафія на честь святого апостола Андрія
- Стокгольм — парафія на честь святого Георгія Побідоносця (ключар архімандрит Сосіпатр Стефаноїді/ Σωσίπατρο Στεφανούδη[12])
- Уппсала — парафія на честь святого апостола Павла
- Еверкалікс – прихід на честь Преображення Господнього та преподобного Амвросія Оптинського